# Reacción de la cianohidrina
Una reacción de cianohidrina (llamada también reacción de Urech) es una reacción química orgánica por un aldehído o cetona con un anión cianuro o un nitrilo para formar una cianohidrina. Esta adición nucleofílica es una reacción reversible, pero con el equilibrio de los compuestos carbonílicos alifáticos está a favor de los productos de reacción. La fuente de cianuro puede ser cianuro de potasio, cianuro de sodio o cianuro de trimetilsililo. Con aldehídos aromáticos como el benzaldehído, la condensación benzoínica es una reacción entra en competencia. 

## Ejemplos

Reacción de acetona con cianuro de sodio a hidroxiacetonitrilo

Reacción de benzoquinone con trimetilsililcianuro, con KCN como catalizador introducido como 1:1 complejo con el éter de Corona 18-corona-6

## Aplicaciones en síntesis

### Síntesis asimétrica
La reacción de cianohidrina asimétrica del benzaldehído con cianuro de trimetilsililo es posible mediante el empleo de (R)-Binol con una carga de catalizador del 1 al 10%. Este ligando reacciona primero con un compuesto de alcoxi de litio para formar un complejo de binaftolato de litio.
El químico Urech en 1872 fue el primero en sintetizar cianohidrinas a partir de cetonas con cianuros alcalinos y ácido acético y, por lo tanto, esta reacción también se conoce con el nombre de método de cianohidrina de Urech. Con HCN en condiciones ácidas, es decir, la cianohidrina es el grupo funcional CN – C – OH.

### Síntesis de Strecker
La primera síntesis conocida de un aminoácido se realizó en 1850 en el laboratorio de Adolph Strecker en Tubingen, Alemania. Strecker añadió acetaldehído a una solución acuosa de amoniaco y ácido cianhídrico. El producto que se obtuvo fue α-amino propionitrilo, que Strecker hidrolizó a alanina racémica. La síntesis de Strecker es una serie de reacciones químicas que permiten la síntesis de un α-aminoácido partiendo de un aldehído o una cetona.

### Síntesis de Kiliani–Fischer
La síntesis de Kiliani-Fischer, nombrada así por los químicos Heinrich Kiliani y Hermann Emil Fischer, es un método para la síntesis de monosacáridos. Procede a través de la síntesis de hidrólisis de una cianhidrina del carbonilo de una aldosa, por la cual se alarga la cadena de carbono del carbohidrato precursor, conservándose así la estereoquímica en todos los carbonos quirales presentes anteriormente.
La versión original de la síntesis de Kiliani-Fischer procede a través de la cianhidrina y la lactona aldónica intermedia del ácido. El primer paso consiste en hacer reaccionar el azúcar a partir de cianuro acuoso (por lo general NaCN); el cianuro se somete a la adición nucleofílica en el grupo carbonilo del azúcar (mientras que los azúcares tienden a existir sobre todo como un hemiacetal cíclico piranósico, siempre están en equilibrio químico con su apertura de cadena forma aldehído o cetona, y en el caso de estos aldosas es la forma aldehído la que reacciona en esta síntesis). La cianhidrina resultante de esta adición se calienta en agua, que hidroliza el cianuro en un grupo ácido carboxílico, que rápidamente reacciona con un grupo hidroxilo intramolecular para formar una lactona más estable. Ahora hay dos lactonas diastereoisoméricas en la mezcla de reacción. Se pueden separar  separados por cromatografía o partición en diferentes solventes) y luego la lactona deseada  se reduce con una amalgama de sodio. Como se ilustra a continuación, la D-arabinosa se convierte en una mezcla de D-glucononitrilo y D manononitrilo, que luego se convierten en D-gluconolactona y D-manonolactone, se separan, y se reducen a D-glucosa o D-manosa. El rendimiento químico por este método tiende a ser alrededor del 30%.

## Reacción reversa
La reacción es reversible y puede regresar al compuesto carbonílico y el ácido cianhídrico. Un ejemplo conocido en laboratorio es la cianohidrina de acetona, (CH3)2C(OH)CN, la cual es generada como un intermediario en la producción industrial del metacrilato de metilo. En el laboratorio, este líquido sirve como una fuente de HCN, que es inconvenientemente volátil. En consecuencia, la cianohidrina de acetona puede ser utilizada para la preparación de otras cianohidrinas, para liberar HCN a los aceptores de Michael, y para la formilación de arenos. El tratamiento de esta cianohidrina con hidruro de litio produce el cianuro de litio anhidro:
Los glucósidos cianogénicos son toxinas vegetales derivadas de aminoácidos producidas como metabolitos secundarios de las plantas con función de defensa. La mayoría de las plantas que los contienen son consumidas por humanos y al ser ingeridas se liberando dichos glucósidos cianogénicos. Estos compuestos son cianohidrinas glucosiladas, las cuales se hidrolizan por acción del daño tisular. Una segunda enzima tipo liasa realiza una reacción de la cianohidrina reversa, liberando el carbonilo y cianuro de hidrógeno (Hegnauer 1977). 
Los glucósidos cianogénicos no son tóxicos por sí solos, sino que su toxicidad depende de la liberación de cianuro de hidrógeno que, a su vez, depende de la capacidad de los glucósidos cianogénicos de hidrolizarse espontáneamente o en presencia de enzimas como la β-glucosidasa que formará azúcares y cianhidrina, la cual sufre descomposición espontánea a ácido cianhídrico (HCN, sustancia volátil) y una cetona o aldehído. Además, esta hidrólisis puede producirse cuando las plantas que los contienen son masticadas por herbívoros o cuando se desintegran durante el procesado (al molerlas, al ser golpeadas, presencia de agua al remojarlas o fermentarlas).